# Cardiff Airport
Cardiff Airport (IATA: CWL, ICAO: EGFF) er en international lufthavn i Wales. Den er beliggende ved landsbyen Rhoose i Vale of Glamorgan, 19 km sydvest for centrum af Cardiff.
I 2014 ekspederede lufthavnen 1.019.545 passagerer. Flyselskabet Flybe har hub i Cardiff. 